# Zsuzsa Balint

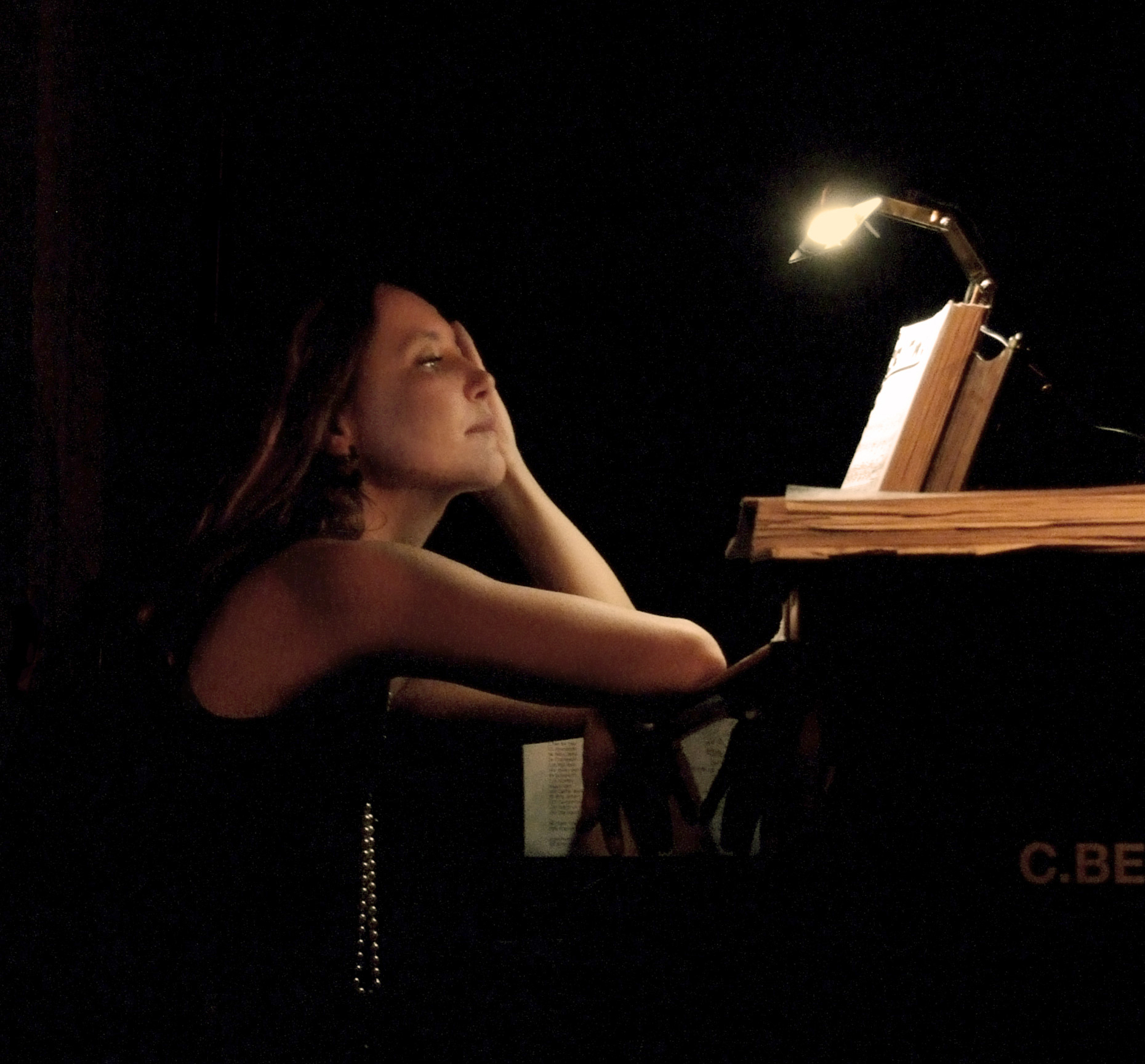
Zsuzsa Bálint (2009)

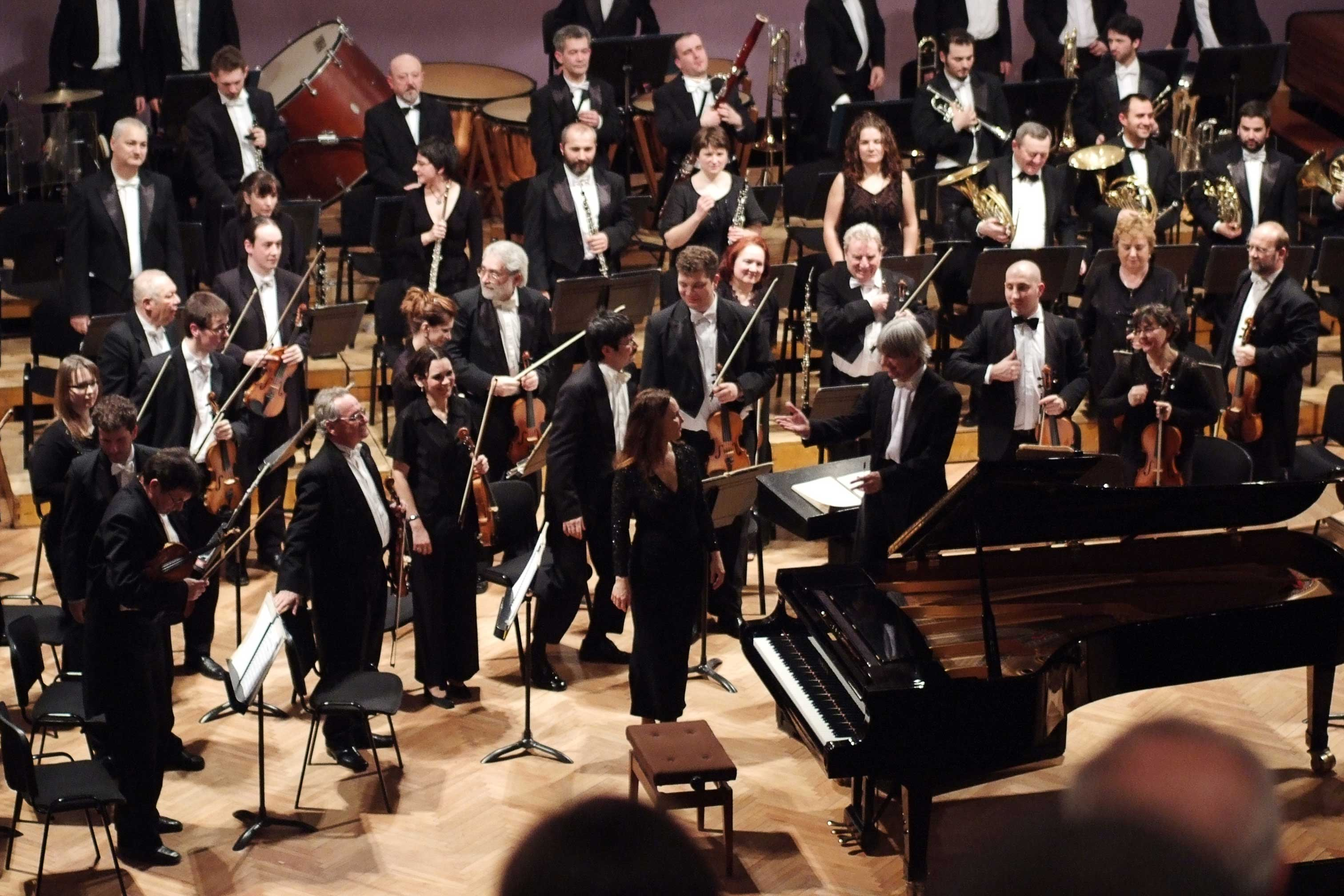
Rachmaninov Konzert (Paganini-Rhapsodie) 2010

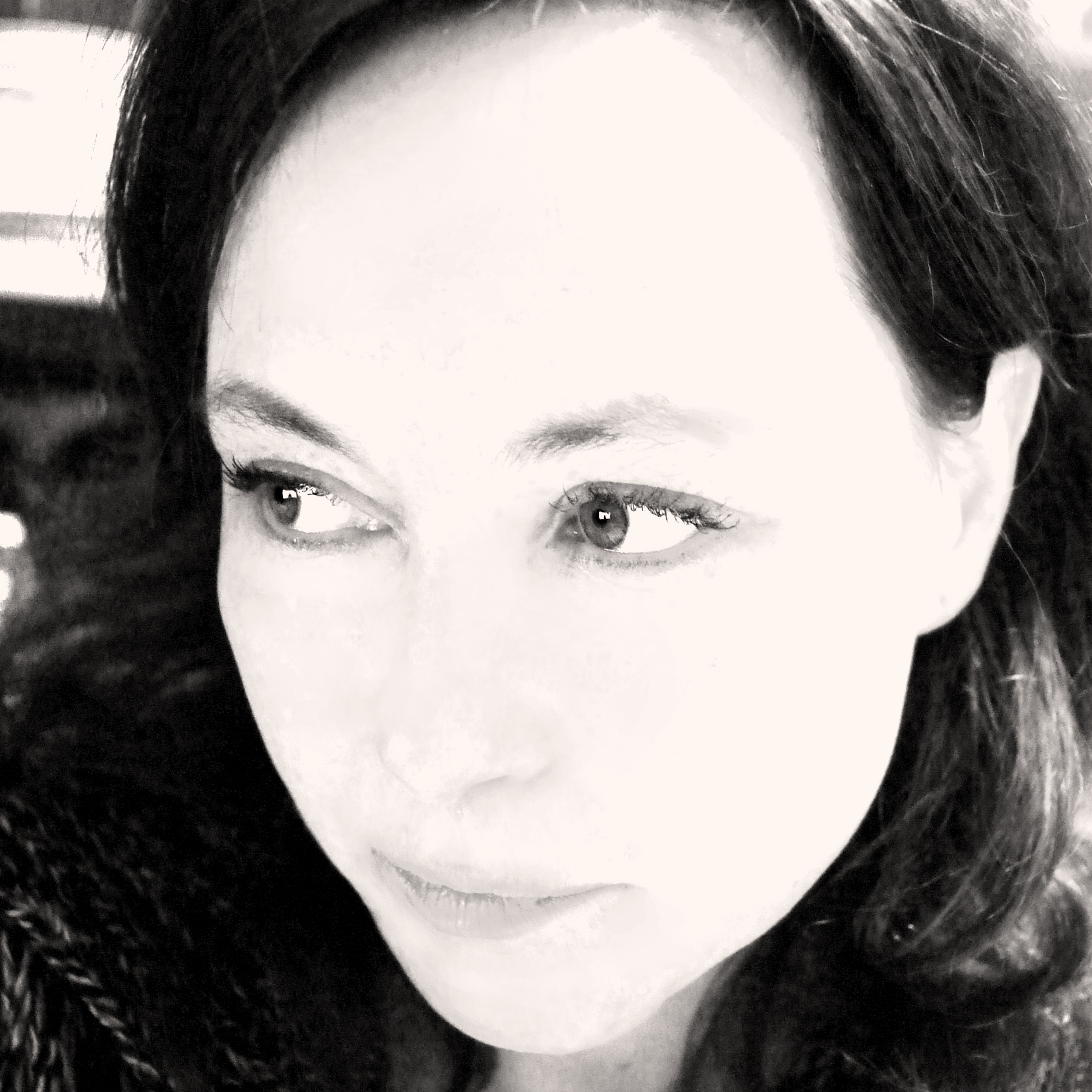
Zsuzsa Bálint (2010)

Zsuzsa Bálint (* 1968 in Rumänien) ist eine deutsche Pianistin.

## Leben und Wirken
Sie wurde als Tochter einer ungarischen Musikerfamilie in Siebenbürgen geboren, wo sie bereits mit sieben Jahren ersten Klavierunterricht erhielt. Schon früh zeigte sich ihr Talent. Seit dem elften Lebensjahr nahm sie mit Erfolg an nationalen Musikwettbewerben teil und hatte bereits im Alter von 13 Jahren mit allen führenden Sinfonieorchestern in Rumänien konzertiert.
Nach der Übersiedlung nach Deutschland 1987 studierte sie zunächst als Jungstudentin in der Solistenklasse von Boris Bloch an der Folkwang Hochschule Essen, die sie später mit dem Diplom abschloss. Die Zulassung zum Konzertexamen führte sie an die Universität der Künste Berlin, wo sie bei Georg Sava die Konzertreife mit Auszeichnung ablegte. Meisterkurse haben sie zudem mit den größten Pianisten und Pädagogen zusammengeführt.
Ihre frühe künstlerische Reife hat sie auch bei der Teilnahme zahlreicher Wettbewerbe unter Beweis gestellt. So gewann sie unter anderem erste Preise bei internationalen Wettbewerben in Frankreich („Château de Courcillon“) und Spanien (San Sebastian), sowie einen Preis in Italien (Parma).
Seitdem ist sie sowohl mit Orchester als auch mit Rezitalen regelmäßig zu hören, wie in der
Berliner Philharmonie, in München, in Hannover und in vielen anderen
musikalischen Zentren Europas wie Paris, Bukarest, Budapest, St. Petersburg, Stettin, London, Porto und Lissabon. 1999 gab sie mit sechs Konzerten ihr New-York-Debüt.
Zsuzsa Bálint lebt in Berlin, wo sie an der dortigen Universität der Künste Berlin einen Lehrauftrag hat. Zudem leitet sie Meisterkurse an der University of Nebraska, USA, und wird dort auch regelmäßig zu Soloauftritten eingeladen. Seit 2005 ist sie Pianistin bei den Internationalen Meisterkursen in Baden-Baden. 2005 übertrug Deutschlandradio ihr Solo-Recital aus dem Dresdner Zwinger. 
2007 gründete sie das Ensemble Xinowa Sej, in dem sie mit den Pianistinnen Kyoko Hosono und Dunja Robotti Originalkompositionen für drei Klaviere interpretiert, darunter Arrangements bekannter Tango-, Jazz- und Filmkompositionen. In regelmäßigen Aufnahmen, vor allem beim Bayerischen Rundfunk, dokumentiert sie zudem eindrucksvoll ihr künstlerisches Schaffen. 2009 erschien in den USA ihre Solo-CD mit Werken von Tschaikowski mit Klavier-Bearbeitungen der Ballettmusiken zu Nussknacker und Schwanensee.
Auch über das klassische Repertoire hinaus hat Zsuzsa Bálint als Pianistin des Ensembles „Tango Efusion“ Erfolge gefeiert. Als Tango-Liebhaberin macht sie eigene Bearbeitungen von Werke Astor Piazzollas und entwickelte ein Solo-Tangoprogramm.

## Diskographie (Auswahl)
- Xinowa Sej. Musik für 3 Klaviere, 2006 (= biosyn, Edition Nr. 7, teilweise Produktionen des Bayerischen Rundfunks)
  - Astor Piazzolla, Escualo (arr. Robert Lingnau)
  - Joe Cuba, Mujer Divina
  - Ernán López-Nussa, Figuraciones (arr. Alejandro Riquelme)
  - Tobias Ellenberg, Remission
  - Bernard Herrmann, Marnie
  - John Williams, Schindlers Liste
  - John Williams, Star Wars
- The Nutcracker Piano: Waltz of the Snowflakes, 2009